# Pseudobrimus griseomarmoratus
Pseudobrimus griseomarmoratus là một loài bọ cánh cứng trong họ Cerambycidae.